# Łęgnowo

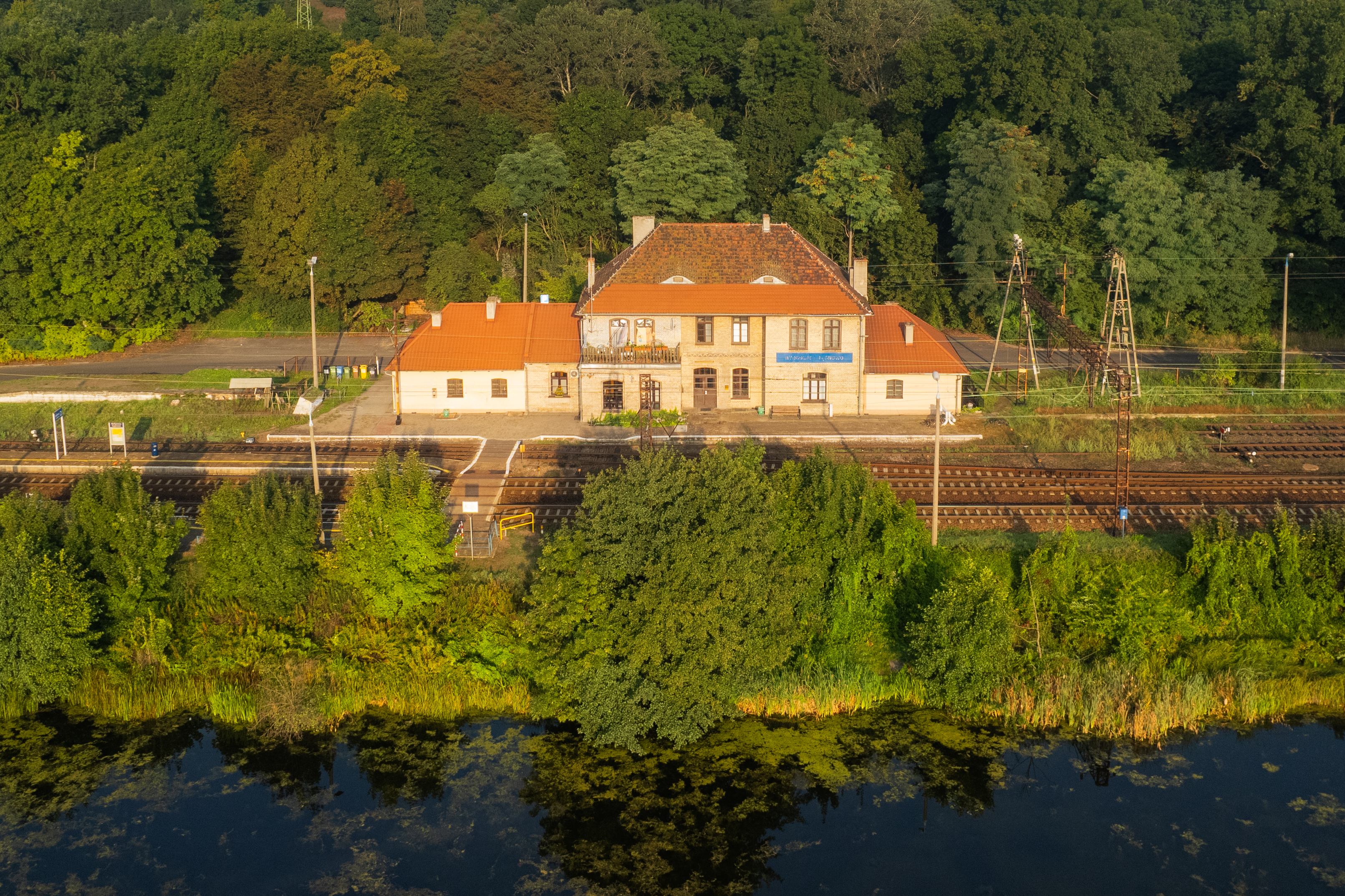
Dawny port drzewny i stacja kolejowa Bydgoszcz Łęgnowo

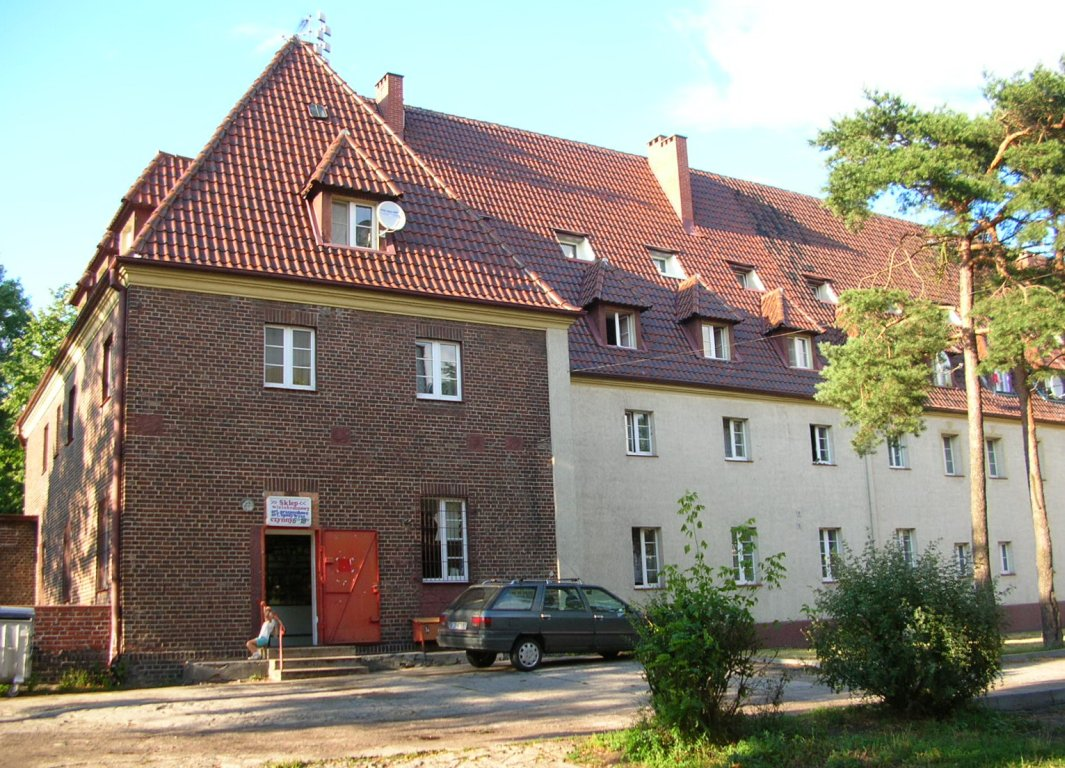
Dawny budynek dla kadry kierowniczej DAG Fabrik Bromberg przy ul. Świetlicowej na os. Awaryjnym

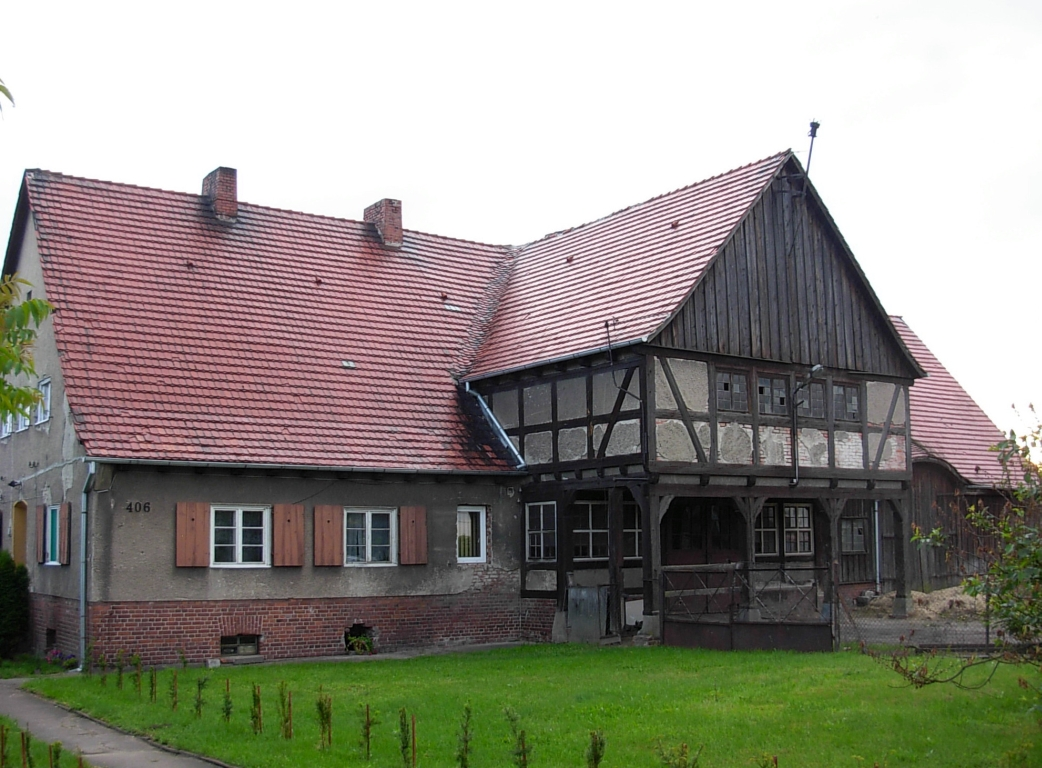
Chata pomennonicka

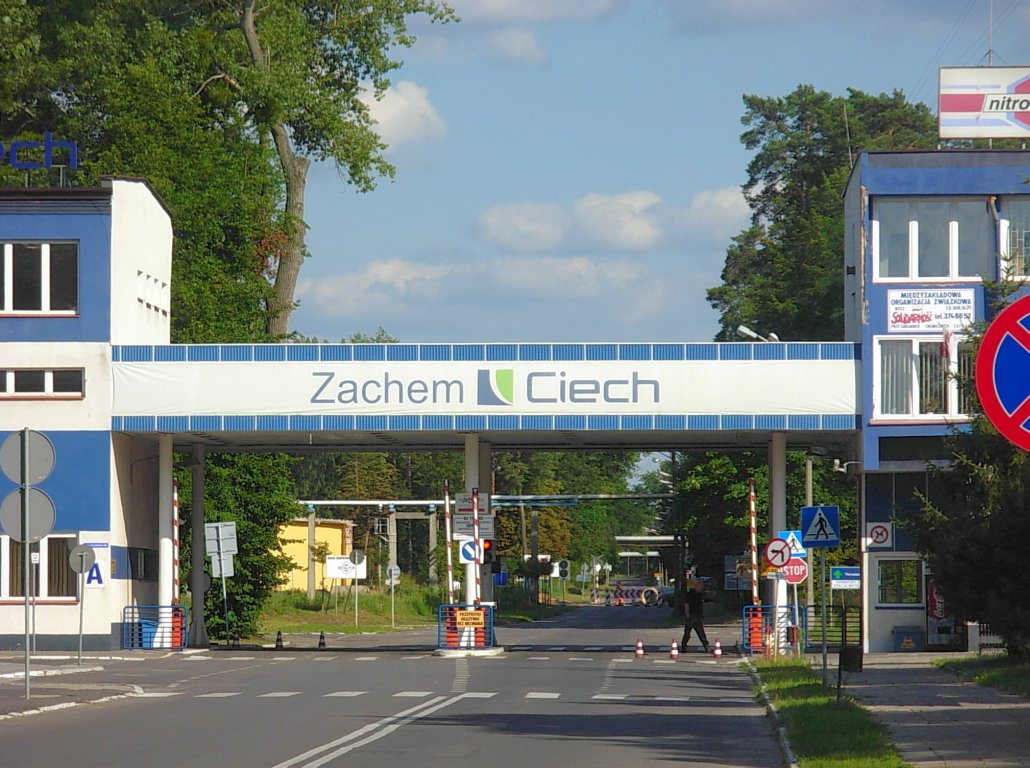
Brama Zachemu

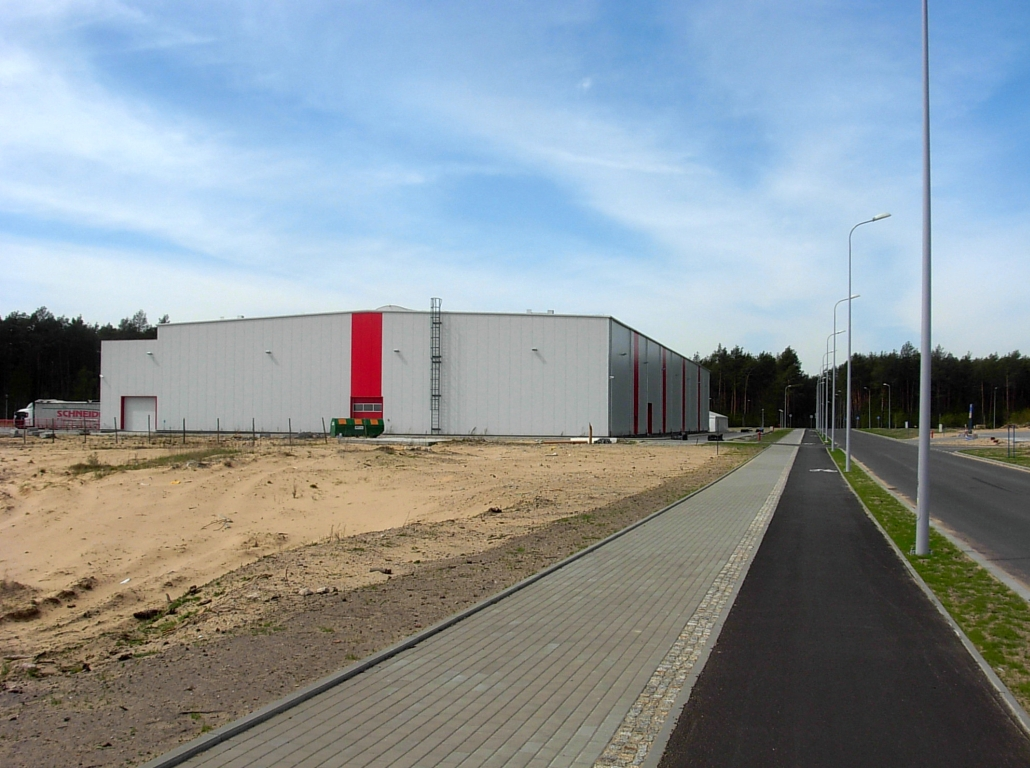
Hale produkcyjne w BPP

Łęgnowo – osiedle położone w granicach miasta Bydgoszczy, w dzielnicy Górny (Łęgnowo I) i Dolny Taras (Łęgnowo II). Liczba mieszkańców nie przekracza 3 tys. osób. Nazwa Łęgnowo pochodzi od Łęg.
Osiedle dzieli się na dwa obszary:
- Łęgnowo I – włączone do miasta w 1920 (dawna wieś Ściersko lub Czersk Polski, niem. Brahnau) i 1954[potrzebny przypis] (powojenne osiedle z fabryką),
- Łęgnowo II – włączone do miasta w 1969 (64,46 ha) i 1977 (dawna wieś Łęgnowo lub Czersk Niemiecki,  niem Grünbach i Langenau).

Na terenie Łęgnowa I znajdują się rozległe tereny przemysłowe, odseparowane dla osób postronnych oraz Bydgoski Park Przemysłowo-Technologiczny. Relikty funkcjonującej tu w latach 1939–1945 DAG Fabrik Bromberg wyeksponowano w Eksploseum.
Duże połacie terenu zajmuje również bór sosnowy Puszczy Bydgoskiej. Łęgnowo II to dawna wieś, chroniona wałami przeciwpowodziowymi przed wylewami Wisły. Znajduje się tu m.in. oczyszczalnia ścieków „Kapuściska” oraz tereny użytkowane rolniczo.

## Historia
Tereny dzisiejszego Łęgnowa od XIII w. należały do grodu Wyszogród, do którego również przynależne było Otorowo, Solec Kujawski i Łęgnowo-Wieś. Opisy walk o te ziemie już w 1113 r. opisywał Gall Anonim. Przez Wisłę w okolicy Łęgnowa przeprawiał się Bolesław Krzywousty. Na pamiątkę jego pobytu narożne wzgórze Zbocza Bydgoskiego otoczone Brdą, torem regatowym, portem drzewnym nosi od 1932 r. nazwę „Wzgórza Krzywoustego”. Przed I wojną światową ludność niemiecka zamieszkująca wówczas ten teren nazwała je wzgórzem „Albrechta”, ponieważ tu zatrzymał się cesarz Wilhelm II Hohenzollern wraz z synem Albrechtem. Przed II wojną światową organizacje niepodległościowe postawiły krzyż. Dokument spisany mówi:
… Na miejscu obalonego pomnika niewoli najmniejszą pamiątkę przemiany losów tej ziemi wznosi uszczęśliwione wolnością, pierwsze pokolenie obywateli w kornej podzięce opatrzności…
Istnieje hipoteza, że podwaliny pod krzyż to dawna średniowieczna warownia. Wzgórze wznosi się 40 m n.p.m. Panorama obejmuje swoim zasięgiem: tor regatowy w Brdyujściu, Fordon – dzielnicę Bydgoszczy, most nad Wisłą (1000 m dł.) oraz Solec Kujawski z największym masztem radiowym w Europie (1998 r.). Ze wzgórza rozpościera się widok zakola Wisły. W 1964 r. na pamiątkę budowy osiedla domków jednorodzinnych został posadzony na skarpie dąb Stanisław. Nazwa upamiętnia Stanisława Tołysza, który go posadził oraz 7 Stanisławów i 2 Stanisławy zamieszkujące w tym miejscu.
Do 1939 r. u podnóża skarpy funkcjonowały dwie cegielnie i jedna piekarnia.
Łęgnowo-Wieś (Łęgnowo II, wcześniejsze nazwy: Czersk Niemiecki, Grünbach, Langenau) – położone w dolinie Wisły. Jej początek określa: tor regatowy o dł. 2 km oraz grobla usypana ok. 1905 r. w celu pobudowania drogi do Solca Kujawskiego. Tu znajduje się Jaz Czersko Polskie wraz z przepławkami, zbudowany w 1904-1906 r. jako budowla hydrotechniczna mająca duże znaczenie dla podpiętrzenia Brdy wpadającej na tym odcinku do Wisły. Na terenach zalewowych znajdują się lasy łęgowe.
Podczas prac polowych znajdowano tu groby skrzynkowe, charakterystyczne dla kultury pomorskiej. W końcu XVI wieku była to wieś królewska Łąg starostwa bydgoskiego, położona w powiecie bydgoskim województwa inowrocławskiego. Od 1596 r. zaznacza swoją obecność osadnictwo olęderskie. Wieś Łęgnowo założono w 1603 r. na prawie olęderskim. Reliktem dawnej zabudowy jest chata pomennonicka z 1768 r. w Otorowie. W XVIII i XIX wieku mieszkańcami tego terenu byli w większości osadnicy niemieccy wyznania ewangelicko-unijnego. W latach 1910–1911 zbudowano kościół ewangelicki oraz cmentarz w centralnym punkcie wsi (nieczynny). Po 1945 r. wysiedlonych Niemców zastąpili polscy osadnicy. Kościół poewangelicki przekazano katolikom, a w 1968 roku erygowano parafię pod wezwaniem Matki Boskiej Królowej Polski. Pierwszym proboszczem został ks. kan. Marian Marchowski.
Stacja kolejowa Bydgoszcz Łęgnowo powstała w 1910 roku – przy dawnym porcie drzewnym. Most kolejowy powstał natomiast w 1861 roku w ciągu Kolei Warszawsko-Bydgoskiej.
Łęgnowo-Wieś (Łęgnowo II) do terytorium miasta Bydgoszczy włączono 1 sierpnia 1977.
Osiedle Łęgnowo (Łęgnowo I, wcześniejsze nazwy: Czersk Polski, Sciersko, Brahnau) – powstało w czasie II wojny światowej, przy budowie fabryki materiałów wybuchowych DAG Fabrik Bromberg, na terenie założonej na początku XVII w. kolonii olęderskiej. Osiedle miało służyć jako dzielnica mieszkalna: 6 domów dwurodzinnych, kasyno oficerskie, baraki dla służby, stajnia dla koni – dla wyższych rangą oficerów niemieckich pracujących w „Dynamit Nobel AG Bromberg” – fabrykę tę budowało 30 tys. robotników przymusowych.
1 kwietnia 1920 Sciersko (niem. Brahnau) włączono do Bydgoszczy.
6 września 1939 r. w pobliskich lasach, na skraju Puszczy Bydgoskiej, toczyły się ciężkie walki pomiędzy 15 Dywizją Piechoty pod dowództwem gen. bryg. Zdzisława Przyjałkowskiego, a niemiecką 50 Dywizją Piechoty, wchodzącą w skład 4 Armii. Walki prowadzono wzdłuż torów kolejowych i szosy Bydgoszcz – Toruń. Brały w niej udział ze strony polskiej 59 pułk piechoty oraz 121. pułk piechoty niemieckiej. 15 lipca 1940 r. powstał tu podobóz Außenarbeitslager Bromberg-Brahnau. Na terenie osiedla i fabryki znajdowało się 16 obozów pracy przymusowej, a w nich 2,5 tys. jeńców: radzieckich, jugosłowiańskich, włoskich i francuskich oraz 2,5 tys. kobiet żydowskich z obozu Stutthof. 14 lipca 1944 powołano tu np. filię obozu Stutthof o nazwie „Bromberg – Brahnau D.A.G. Lager 15”, przeznaczoną dla tysiąca kobiet pochodzenia żydowskiego. Filia ta znajdowała się przy obecnej ul. Hutniczej, nieopodal szkoły podstawowej.
Do czerwca 1945 r. była tu filia obozu COP Potulice z ok. 1500 osobami, w tym 128 dziećmi do lat 13 i starcami. Budynki fabryczne w chwili obecnej uznane są jako unikatowy w Europie przykład fabryki zbrojeniowej z okresu II wojny światowej. Tu znajdują się jeszcze autentyczne bunkry.
W 1954 r. teren dawnej fabryki DAG Bromberg włączono do Bydgoszczy. Na terenie tym, który generalnie zachował charakter leśny sprzyjający maskowaniu, prowadzono produkcję materiałów wybuchowych (Nitrochem) oraz produktów chemicznych dla celów cywilnych (Zakłady Chemiczne Zachem). W 1977 r. odłączono na rzecz gminy Nowa Wieś Wielka tereny leśne w okolicy stacji kolejowej Bydgoszcz Emilianowo. 28 września 2005 r. uchwałą Rady Miasta Bydgoszczy na części terenu utworzono Bydgoski Park Przemysłowo-Technologiczny.
W 2022 na zrekultywowanych polach irygacyjnych wybudowano centrum logistyczne firmy Zalando o powierzchni ponad 140 000 metrów kwadratowych i planowanym zatrudnieniu do 3,5 tysiąca osób. Otwarcie obiektu zaplanowano w II kwartale 2023 roku.
Od lat 50. XX w. na terenie Łęgnowa zbudowano m.in.:
- dom kultury (ob. własność prywatna);
- Klub Sportowy „Unia” Łęgnowo, następnie zmienił nazwę na KS „Zachem” i „Chemik”, obecnie BKS Chemik Bydgoszcz
- szkołę podstawową – 1955 r.;
- oczyszczalnię ścieków dla m. Bydgoszczy i Solca Kujawskiego;
- Fabrykę Mebli „Helvetia” – na miejscu dawnego stadionu „Unii”;
- Zespół EC II;
- klub szkolny kajak-polo „Kormoran”;
- bloki mieszkalne – lata 1960–1966.

## Komunikacja miejska

### Tramwaje
- Linia 6: Bielawy - Łęgnowo

### Autobusy dzienne
- Linia 59: Błonie - Łęgnowo (wybrane kursy)
- Linia 73: Kapuściska – Eskulapa (wybrane, skrócone kursy: Łęgnowo, Dworzec Bielawy (w sezonie), Stomil)
- Linia 76: Rondo Toruńskie – (Pińczowska) – Łęgnowo - Nowotoruńska/Plątnowska (wybrane kursy)
- Linia 85: Kapuściska - Łęgnowo

### Autobusy nocne
- Linia 36N: Łęgnowo – Lisia – (Belma)

## Ulice na Łęgnowie
- Chemiczna (na wschód od linii kolejowej)
- Energetyczna
- Hutnicza
- Łęgnowska
- Mariana Szczerby
- Nowotoruńska (część wschodnia)
- Okólna
- Otorowska
- Pionierów
- Plątnowska
- Prądocińska
- Przyłubska (w 2018 północna część utwardzona ażurowymi płytami betonowymi)[10].
- Sadowa
- Spadzista
- Spółdzielcza
- Szosa Obwodowa
- Świetlicowa
- Toruńska (od numeru 302 do końca)
- Wypaleniska
- Zakole
- Żółwińska